# Fédération française de la montagne et de l'escalade
La Fédération française de la montagne et de l'escalade (FFME) è la federazione sportiva francese, riconosciuta dal CNOSF, che si occupa di promuovere e sviluppare in Francia sei sport:
- arrampicata
- alpinismo
- torrentismo
- escursionismo
- racchette da neve
- sci alpinismo

## Storia
Nel 1942 fu fondata la Fédération Française de la Montagne (FFM) dall'Haut Commissariat aux Sports. La creazione della FFMA nel 1987 fu il risultato della fusione fra la FFM e la Fédération Française d'Escalade (FFE), fondata nel 1985.

## Organizzazioni a cui appartiene
- Comitato Nazionale Olimpico e Sportivo Francese (CNOSF)
- International Federation of Sport Climbing (IFSC)
- International Ski Mountaineering Federation (ISMF)